# وفيات مقطورة سان أنطونيو 2022
في 27 يونيو 2022، تَمَّ العثور على 53 شخصًا ميتين في مقطورة جرار بالقرب من قاعدة لاكلاند الجوية في سان أنطونيو، تكساس، الولايات المتحدة. وبحسب ما ورد حدثت الوفيات أثناء محاولة تهريب مهاجرين وبطريق غير شرعية على ما يبدو في جنوب تكساس.

## خَلفيَّة
خلال عام 2022، كان هُنالك عَددٌ قياسي من المهاجرين الذين يعبرون الحدود بين الولايات المتحدة والمكسيك،حيث تسير السلطات لتقوم بتسجيل أكثر من مليوني حالة اعتقال. أظهرت أرقام الجمارك وحماية الحدود الأمريكية أن اعتقالات الهجرة غير الشرعية على الحدود في مايو ارتفعت إلى أعلى المُستويات المُسجلة على الإطلاق. وقامت السلطات باعتقال 239.416 شَخصًا على طول الحدود في شهر مايو، بزيادة قدرها 2٪ عن أبريل، وفقا للإجماليات.
تُعرف سان أنطونيو بأنها نقطة عبور رئيسية للمهاجرين الذين ينتقلون من تكساس إلى بقية أجزاء الولايات المتحدة. يقع المتهربون على بعد 150 ميلاً من الحدود بين الولايات المتحدة والمكسيك،  ويقوم بنقل المهاجرين إلى المدينة عن طريق المركبات الكبيرة. وفي وَقتٍ سابق من يونيو، أصدرت وزارة الأمن الداخلي تفاصيل عن تفاصيل إدارة بايدن لمكافحة تهريب البشر والهجرة غير المصرح بها مع قمة الأمريكتين التي عُقِدَت في لوس أنجلوس. وتعتبر هذهِ العمليات جزء من أكبر حملة لتهريب البشر شهدتها المنطقة، حيث تم نشر أكثر من 1300 فرد وما يقرب من 2000 مهرب تم القبض عليهم في شهرين فقط.
وقع حادث مُشابه في سان أنطونيو في 23 يوليو 2017 عندما تم العثور على 39 مهاجر في جرار مقطورة في موقف للسيارات. تعرض 39 شخصًا، فتوفي 10 وأُصيب 29. وتوفي ثمانية في مكان الحادث وتوفي اثنان في المستشفى. تم العثور على المتوفيين من مجموعة من التعرض للحرارة والاختناق.

## اكتشاف
في 27 يونيو، تم اكتشاف المقطورة تحديدًا على طريق كوينتانا بواسطة عُمّال من شركة قريبة. يمتد الطريق المذكور بالتوازي مع الطريق السريع 35، وهو أحد الطرق الرئيسية بين الشمال والجنوب في وسط الولايات المتحدة، والتي غالبًا ما يستغلها المهربون وفقًا لبعض المصادر. أفاد قائد شرطة سان أنطونيو ويليام مكمانوس أن الضباط تلقوا مكالمة قبل الساعة 6 مساءً بعد أن سمع أحد المارة صرخةً طلباً للمساعدة. عندما اقترب العامل، رأى عِدة جثث مكدسة داخل الجرار وأبوابها مواربة جزئيًا. وصلت إدارة الإطفاء في سان أنطونيو ووجدت العديد من المتوفين وغيرهم على قيد الحياة أضعف من أن يتمكنوا من تحرير أنفسهم حتى مع فتح الأبواب، بسبب ضربة الشمس القويّة، والإرهاق من عدم وجود مكيفات هواء أو ماء في ظروف 100 درجة فهرنهايت .
تم اكتشاف 46 جُثة في الأصل في المنطقة بالقرب من قاعدة لاكلاند الجوية في سان أنطونيو، في تكساس. ونُقل 16 آخرون (اثنا عشر بالغًا وأربعة أطفال أحياء) كانوا في وعيهم إلى المرافق الطبية. توفي ثلاثة منهم في وقت لاحق بعد وصولهم إلى المستشفى، ومن ثَمَّ وتوفي آخر في اليوم التالي. ومن بين القتلى تم التعرف على 27 شخصًا من المكسيك و 14 من هندوراس وسبعة من جواتيمالا واثنان من السلفادور.

## تحقيق
تَمَّ احتجاز أربعة أشخاص بينهم سائق مزعوم في هذهِ الجريمة.

## ردود فعل
أعرب الرئيس المكسيكي أندريس مانويل لوبيس أوبرادور عن أسفه لوفاة الضحايا قائِلًا «إنَّ الحكومة المكسيكية مُستعدة لمساعدة السلطات الأمريكية». ومضى لوبيز أوبرادور قائلًا إن سبب المأساة هو «اليأس» و «الاتجار بالبشر». كما أعرب الرئيس الغواتيمالي أليخاندرو جياماتي عن أسفه للوفيات وطالب بتشديد العقوبات على الاتجار بالبشر وجعلها جريمة يُمكن تسليم مرتكبيها.
ألقى حاكم ولاية تكساس جريج أبوت وتيد كروز باللوم على بايدن، قائلين إن سياسات الحدود المفتوحة أدت إلى ذلك وأن «رفضه تطبيق القانون كان له عواقب مميتة». وصف عمدة سان أنطونيو رون نيرنبرغ بأنها مأساويّة ومروعة وأعرب عن أمله في محاكمة المسؤولين إلى أقصى حد يسمح به القانون. تحدث تشارلز هود، رئيس قسم الإطفاء في سان أنطونيو ، عن المأساة، قائلاً: «ليس من المفترض أن نفتح شاحنة ونرى أكوام الجثث هُناك ... لا أحد منا يأتي إلى العمل تخيل ذلك».